# Azua de Compostela
Azua de Compostela est une ville portuaire de la République dominicaine et le chef-lieu de la province d'Azua. Elle est située à 5 km du littoral de la mer des Caraïbes, à 87 km à l'ouest de Saint Domingue. Sa population s'élevait à 56 453 habitants en 2002.

## Histoire
Fondée en 1504 sur la côte des Caraïbes, la ville d'origine est détruite par un tremblement de terre. 

## Géographie

### Localisation
| Tábara Arriba                               | Peralta            | San José de Ocoa       |
| Los Jovillos                                | Azua de Compostela | Estebania, Las Charcas |
| Las Clavellinas, Los Tramojos, Pueblo Viejo | Mer des Caraïbes   |                        |

## Population
La population de la ville d'Azua de Compostela est passée de 46 695 habitants au recensement de 1993 à 56 453 habitants à celui de 2002. En 2010, la population de l'aire urbaine est de 63 055.

## Personnalités liées à la ville
Voir les catégories :
- Naissance à Azua de Compostela
- Décès à Azua de Compostela